# تاكويا أوجيوارا
تاكويا أوجيوارا (باليابانية: 荻原 拓也) (مواليد 23 نوفمبر 1999) هو لاعب كرة قدم ياباني.

## وصلات خارجية
- تاكويا أوجيوارا على موقع رابطة كرة القدم اليابانية للمحترفين (اليابانية)
- تاكويا أوجيوارا على موقع قاعدة بيانات كرة القدم.إي يو (الإنجليزية)
- تاكويا أوجيوارا على موقع Soccerway.com (الإنجليزية)
- تاكويا أوجيوارا على موقع عالم كرة القدم.نت (الإنجليزية)